# 安田理大
安田 理大（やすだ みちひろ、1987年12月20日 - ）は、大阪府吹田市出身の元プロサッカー選手。現役時代のポジションはディフェンダー（サイドバック、センターバック）、ミッドフィールダー（サイドハーフ）。元日本代表。
Kリーグ時代の登録名は安田（ハングル: 야스다）。
元プロサッカー選手の安田晃大は実弟。

## 経歴

### プロ入り前
幼少期に兵庫県神戸市北区に在住していたが、5歳の時に大阪府吹田市に転居した。当時住んでいたマンションは万博記念競技場のすぐ近くにあり、ホームゲームには家族揃って毎試合のように通う熱心なガンバ大阪サポーターとなる。小学4年生のときに兄弟とともにガンバ大阪のジュニアチームに入団し、その後ジュニアユース、ユースへと昇格する。ユース時は中盤がほぼフラットの4-4-2で左サイドハーフを務め、試合展開によってはフォワードに近い位置で起用されたこともある。年代別代表にも名を連ね、AFCユース選手権予選のU-18北朝鮮戦では、途中出場ながら決勝点を挙げて本大会出場を決めた。このチームでは左サイドバックでの起用が多かった。この頃から既にオランダサッカー贔屓で、海外でプレーするならエールディヴィジで、と決めていた。

### ガンバ大阪時代
2006年にガンバ大阪ユースからトップチームに昇格。清水エスパルスからの獲得オファーもあったがトップチーム昇格内定選手が他チームへ移籍するという前例が当時なかった為、消滅した。この年に同時に昇格した6人組（安田、平井将生、横谷繁、植田龍仁朗、伊藤博幹、岡本英也）にはクラブによって「G6」という愛称がつけられていた。2006年4月1日の清水エスパルス戦で公式戦デビューを飾るが、この年の出場は2試合にとどまった。
プロ入り当初は中盤でプレーしていたが、2年目の2007年に世代別代表で経験のあった左サイドバックとして当時監督の西野朗から抜擢され、ゼロックススーパーカップの浦和レッズ戦で初スタメンを飾り、G大阪の初優勝に貢献した。
その後のJリーグ開幕戦でもスタメンで出場し、左サイドバックのレギュラーに定着。同年のナビスコカップでは「ニューヒーロー賞」を受賞。決勝の川崎フロンターレ戦では決勝点となるプロ初得点を挙げ、大会MVPを受賞し、田中達也に次ぐ2人目となるニューヒーロー賞とナビスコカップMVPのダブル受賞を達成した。
2007年6月にはU-20日本代表に選出されFIFA U-20ワールドカップに出場。同年12月には岡田武史監督就任後初めてのA代表合宿に招集された。翌2008年2月の東アジア選手権メンバーに追加招集され、2月17日の北朝鮮戦で途中出場して国際Aマッチ初出場を記録した。同年8月にはU-23日本代表に選出され北京オリンピックに出場した。2009年2月4日のキリンチャレンジカップ・フィンランド戦で代表初得点を記録。
2009年より登録をMFからDFに変更。シーズン序盤は、加地亮の怪我もあり本来の左SBではなく右SBでの起用が多かった。しかし、自身が右SB出場中に左SBに定着していた後輩の下平匠にそのままレギュラーポジションを奪われる格好となり、加地の復帰以降は出場機会・時間ともに減ってしまった。しかし、翌2010年には再び左SBのレギュラーに返り咲き、9月18日のセレッソ大阪との大阪ダービーで決勝点となる自身のリーグ戦初得点を記録した。

### フィテッセ時代
2010年シーズンオフにオランダ1部エールディヴィジのフィテッセからオファーを受け2011年1月8日に念願であった海外移籍を果たした。ウインターブレイク明けの初戦である1月22日のヴィレムII戦でフル出場デビューを飾り、次節のホームローダJC戦で移籍後初アシストを記録。3月12日のSCヘーレンフェーン戦では右SBとしてフル出場し先制点をアシストする活躍で、『マン・オブ・ザ・マッチ』に選ばれた。その後もアシストを記録し続けたことで、3月29日にフィテッセと2013年まで契約を延長したことが発表された。6月、オランダでの活躍が評価され、2年4カ月ぶりに日本代表復帰を果たした。
2011-12シーズンもレギュラーとして起用されるも、翌2012-13シーズンは出場機会に恵まれずリーグ戦の出場はわずか7試合にとどまった。シーズン終了後、フィテッセからの退団が決定した。2013年6月16日、国立競技場で開催された東日本大震災復興支援 2013Jリーグスペシャルマッチにゲストプレイヤーとして出場した。

### Jリーグ復帰（第1期）
2013年9月6日、J2降格圏からの脱出を狙うジュビロ磐田へ移籍。Jリーグには約3年ぶりの復帰となった。加入後すぐ出場機会を得るもチームはJ2降格となってしまった。
2014シーズンにはサガン鳥栖へ完全移籍。2014年4月3日、日本代表候補国内合宿のメンバーに選ばれた。この年、鳥栖の上位進出に貢献しJリーグ優秀選手賞を受賞したが、1年での退団となった。
2015シーズンにはヴィッセル神戸へ完全移籍するも、故障が多く、12試合の出場にとどまった。自身は後に神戸から戦力外通告を受けていたと語っている。
2016シーズン、名古屋グランパスへ完全移籍。リーグ戦22試合に出場するも、チームは降格。シーズン終了後に契約満了によりチームを退団。

### 釜山アイパーク時代
2017年2月7日、韓国のKリーグチャレンジ (2部)・釜山アイパークと契約。

### Jリーグ復帰（第2期）
2018年、アルビレックス新潟へ完全移籍で加入した。加入後はサイドバックながらPKのキッカーを任され、リーグ戦で自身最多となる6ゴールを挙げた。シーズン終了後に契約満了により退団した。
新潟退団後からしばらく無所属の状態が続いていたが、練習参加を経て2019年4月30日、ジェフユナイテッド千葉に加入した。2021年シーズン終了後、千葉との契約を満了し退団することが発表された。その後、Jリーグ合同トライアウトに参加。
2022年1月26日、松本山雅FCへの加入が発表された。同年11月22日、松本山雅FCは契約満了と来季の契約を結ばないことを発表した。その後2023年1月4日に、現役を引退することが発表された。

## 人物・エピソード
- 2007年5月1日に一般女性（当時23歳）と入籍[24][25]。同年9月16日、第1子となる長女が誕生した[26][27]。
- 室拓哉とは同じマンションに住んでいた幼馴染[28]。
- 憧れの選手は、ポルトガル代表FWロナウドである。2008年12月18日(当時)、安田本人がFIFAクラブワールドカップ2008準決勝でマンチェスター・ユナイテッドと対戦した。対戦後に、憧れのロナウドとユニフォームを交換した[29]。
- 小学生の頃は広末涼子のファンだった。また、広末の元夫のキャンドル・ジュンは、メル友である[30]。
- 2013年5月1日、フィテッセ時代には、オランダ新国王即位式出席のために、オランダ訪問中であった皇太子徳仁親王との御接見の場に出席する在留邦人の27人に選ばれた[31][32]。
- プロ野球・阪神タイガースのファン[33]。プロ野球選手の西岡剛とは友人で、2008年9月9日のオリックス対ロッテ戦では始球式に登板し、西岡と対戦した[34][35]。
- U-20代表時代は、いわゆる「調子乗り世代」の一員であり、招集されるたびに吉田靖監督から怒られる役を担っていた[36]。

## 所属クラブ
- 1997年-1999年 ガンバ大阪Jr.
- 2000年-2002年 ガンバ大阪Jr.Y
- 2003年-2005年 ガンバ大阪ユース（吹田東高校）
- 2006年 - 2010年  ガンバ大阪
- 2011年 - 2013年6月  フィテッセ
- 2013年9月 - 同年12月  ジュビロ磐田
- 2014年  サガン鳥栖
- 2015年  ヴィッセル神戸
- 2016年  名古屋グランパス
- 2017年  釜山アイパーク
- 2018年  アルビレックス新潟
- 2019年4月 - 2021年  ジェフユナイテッド千葉
- 2022年  松本山雅FC

## 個人成績
| 国内大会個人成績 | 国内大会個人成績 | 国内大会個人成績 | 国内大会個人成績 | 国内大会個人成績 | 国内大会個人成績 | 国内大会個人成績 | 国内大会個人成績 | 国内大会個人成績 | 国内大会個人成績 | 国内大会個人成績 | 国内大会個人成績 |
| 年度             | クラブ           | 背番号           | リーグ           | リーグ戦         | リーグ戦         | リーグ杯         | リーグ杯         | オープン杯       | オープン杯       | 期間通算         | 期間通算         |
| 年度             | クラブ           | 背番号           | リーグ           | 出場             | 得点             | 出場             | 得点             | 出場             | 得点             | 出場             | 得点             |
| 日本             | 日本             | 日本             | 日本             | リーグ戦         | リーグ戦         | リーグ杯         | リーグ杯         | 天皇杯           | 天皇杯           | 期間通算         | 期間通算         |
| ---------------- | ---------------- | ---------------- | ---------------- | ---------------- | ---------------- | ---------------- | ---------------- | ---------------- | ---------------- | ---------------- | ---------------- |
| 2006             | G大阪            | 33               | J1               | 2                | 0                | 0                | 0                | 0                | 0                | 2                | 0                |
| 2007             | G大阪            | 13               | J1               | 29               | 0                | 9                | 1                | 3                | 0                | 41               | 1                |
| 2008             | G大阪            | 13               | J1               | 26               | 0                | 3                | 0                | 4                | 0                | 33               | 0                |
| 2009             | G大阪            | 13               | J1               | 22               | 0                | 2                | 0                | 4                | 0                | 28               | 0                |
| 2010             | G大阪            | 13               | J1               | 32               | 1                | 2                | 0                | 5                | 0                | 39               | 1                |
| オランダ         | オランダ         | オランダ         | オランダ         | リーグ戦         | リーグ戦         | リーグ杯         | リーグ杯         | KNVBカップ       | KNVBカップ       | 期間通算         | 期間通算         |
| 2010-11          | フィテッセ       | 16               | エールディヴィジ | 15               | 0                | -                | -                | -                | -                | 15               | 0                |
| 2011-12          | フィテッセ       | 16               | エールディヴィジ | 23               | 0                | -                | -                | 4                | 0                | 27               | 0                |
| 2012-13          | フィテッセ       | 16               | エールディヴィジ | 7                | 0                | -                | -                | 2                | 0                | 9                | 0                |
| 日本             | 日本             | 日本             | 日本             | リーグ戦         | リーグ戦         | リーグ杯         | リーグ杯         | 天皇杯           | 天皇杯           | 期間通算         | 期間通算         |
| 2013             | 磐田             | 37               | J1               | 7                | 0                | -                | -                | 0                | 0                | 7                | 0                |
| 2014             | 鳥栖             | 13               | J1               | 33               | 1                | 3                | 1                | 3                | 0                | 39               | 2                |
| 2015             | 神戸             | 31               | J1               | 12               | 0                | 6                | 0                | 2                | 0                | 20               | 0                |
| 2016             | 名古屋           | 33               | J1               | 22               | 0                | 4                | 0                | 1                | 0                | 27               | 0                |
| 韓国             | 韓国             | 韓国             | 韓国             | リーグ戦         | リーグ戦         | リーグ杯         | リーグ杯         | FA杯             | FA杯             | 期間通算         | 期間通算         |
| 2017             | 釜山             | 44               | Kチャレンジ      | 21               | 1                | -                | -                | 4                | 0                | 25               | 1                |
| 日本             | 日本             | 日本             | 日本             | リーグ戦         | リーグ戦         | リーグ杯         | リーグ杯         | 天皇杯           | 天皇杯           | 期間通算         | 期間通算         |
| 2018             | 新潟             | 3                | J2               | 30               | 6                | 0                | 0                | 1                | 0                | 31               | 6                |
| 2019             | 千葉             | 33               | J2               | 4                | 0                | -                | -                | 1                | 0                | 5                | 0                |
| 2020             | 千葉             | 33               | J2               | 31               | 1                | -                | -                | -                | -                | 31               | 1                |
| 2021             | 千葉             | 33               | J2               | 35               | 0                | -                | -                | 1                | 0                | 36               | 0                |
| 2022             | 松本             | 11               | J3               | 5                | 0                | -                | -                | 1                | 0                | 6                | 0                |
| 通算             | 日本             | 日本             | J1               | 185              | 2                | 29               | 2                | 22               | 0                | 236              | 4                |
| 通算             | 日本             | 日本             | J2               | 100              | 7                | 0                | 0                | 3                | 0                | 103              | 7                |
| 通算             | 日本             | 日本             | J3               | 5                | 0                | -                | -                | 1                | 0                | 6                | 0                |
| 通算             | オランダ         | オランダ         | エールディヴィジ | 45               | 0                | -                | -                | 6                | 0                | 51               | 0                |
| 通算             | 韓国             | 韓国             | Kチャレンジ      | 21               | 1                | -                | -                | 4                | 0                | 25               | 1                |
| 総通算           | 総通算           | 総通算           | 総通算           | 356              | 10               | 29               | 2                | 36               | 0                | 421              | 12               |

その他の公式戦
- 2007年
  - スーパーカップ 1試合0得点
- 2009年
  - スーパーカップ 1試合0得点
- 2010年
  - スーパーカップ 1試合0得点
- 2012年
  - エールディヴィジ プレーオフ 1試合0得点
- 2017年
  - Kリーグ プレーオフ 2試合0得点
- 2022年
  - 長野県サッカー選手権大会 1試合0得点

| 国際大会個人成績 | 国際大会個人成績 | 国際大会個人成績 | 国際大会個人成績 | 国際大会個人成績 | FIFA      | FIFA      |
| 年度             | クラブ           | 背番号           | 出場             | 得点             | 出場      | 得点      |
| AFC              | AFC              | AFC              | ACL              | ACL              | クラブW杯 | クラブW杯 |
| ---------------- | ---------------- | ---------------- | ---------------- | ---------------- | --------- | --------- |
| 2006             | G大阪            | 33               | 0                | 0                | -         | -         |
| 2008             | G大阪            | 13               | 9                | 2                | 3         | 0         |
| 2009             | G大阪            | 13               | 7                | 1                | -         | -         |
| 2010             | G大阪            | 13               | 7                | 1                | -         | -         |
| 通算             | AFC              | AFC              | 23               | 4                | 3         | 0         |

その他の国際公式戦
- 2012年
  - UEFAヨーロッパリーグ 2012-13 予選 3試合0得点
- Jリーグ初出場 - 2006年4月1日 J1第6節 vs清水エスパルス（日本平スタジアム）
- 公式戦初得点 - 2007年11月3日 ナビスコカップ決勝 vs川崎フロンターレ（国立競技場）
- Jリーグ初得点 - 2010年9月18日 J1第23節 vsセレッソ大阪（万博記念競技場）
- エールディヴィジ初出場 - 2011年1月22日 第20節 vsヴィレムII（コニング・ヴィレムII・スタディオン）

## タイトル

### クラブ
ガンバ大阪
- ナビスコカップ：1回（2007年）
- 天皇杯：2回（2008年、2009年）
- ゼロックススーパーカップ：1回（2007年）
- AFCチャンピオンズリーグ：1回（2008年）
- パンパシフィックチャンピオンシップ：1回（2008年）

松本山雅FC
- 長野県サッカー選手権大会：1回（2022年）

### 代表
日本代表
- キリンカップサッカー：1回（2011年）

### 個人
- ナビスコカップ ニューヒーロー賞（2007年）
- ナビスコカップ 最優秀選手賞：1回（2007年）
- Jリーグ優秀選手賞：1回（2014年）

## 代表歴
- 国際Aマッチ初出場 - 2008年2月17日 東アジアサッカー選手権2008 vs北朝鮮代表（重慶オリンピック・スポーツセンター）
- 国際Aマッチ初得点 - 2009年2月4日 キリンチャレンジカップ2009 vsフィンランド代表（国立競技場）

### 出場大会
- U-14日本選抜
- U-15日本代表
- U-16日本代表
- U-17日本代表
- U-18日本代表
  - 2005年 - AFCユース選手権・予選
- U-19日本代表
- U-20日本代表
  - 2007年 - FIFA U-20ワールドカップ
- U-22 日本代表
- 五輪代表
  - 2008年 - 北京オリンピック
- 日本代表
  - 2008年 - 東アジアサッカー選手権、2010 FIFAワールドカップ・アジア3次予選
  - 2011年 - キリンカップサッカー
  - 2014年 - 日本代表候補

### 試合数
- 国際Aマッチ 7試合 1得点 (2008年 - 2011年)

| 日本代表 | 国際Aマッチ | 国際Aマッチ |
| 年       | 出場        | 得点        |
| -------- | ----------- | ----------- |
| 2008     | 5           | 0           |
| 2009     | 1           | 1           |
| 2010     | 0           | 0           |
| 2011     | 1           | 0           |
| 通算     | 7           | 1           |

### 出場
| No. | 開催日        | 開催都市 | スタジアム                         | 対戦国                 | 結果 | 監督         | 大会                                   |
| --- | ------------- | -------- | ---------------------------------- | ---------------------- | ---- | ------------ | -------------------------------------- |
| 1.  | 2008年2月17日 | 重慶     | 重慶市奥林匹克体育中心             | 朝鮮民主主義人民共和国 | △1-1 | 岡田武史     | 東アジアサッカー選手権2008             |
| 2.  | 2008年2月20日 | 重慶     | 重慶市奥林匹克体育中心             | 中国                   | ○1-0 | 岡田武史     | 東アジアサッカー選手権2008             |
| 3.  | 2008年2月23日 | 重慶     | 重慶市奥林匹克体育中心             | 韓国                   | △1-1 | 岡田武史     | 東アジアサッカー選手権2008             |
| 4.  | 2008年3月26日 | リーファ | バーレーン・ナショナル・スタジアム | バーレーン             | ●0-1 | 岡田武史     | 2010 FIFAワールドカップ・アジア3次予選 |
| 5.  | 2008年6月22日 | さいたま | 埼玉スタジアム2002                 | バーレーン             | ○1-0 | 岡田武史     | 2010 FIFAワールドカップ・アジア3次予選 |
| 6.  | 2009年2月4日  | 東京     | 国立霞ヶ丘競技場                   | フィンランド           | ○5-1 | 岡田武史     | キリンチャレンジカップ2009             |
| 7.  | 2011年6月1日  | 新潟     | 東北電力ビッグスワンスタジアム     | ペルー                 | △0-0 | ザッケローニ | キリンカップサッカー2011               |

### ゴール
| #  | 開催年月日   | 開催地 | スタジアム       | 対戦国       | 勝敗 | 試合概要               |
| -- | ------------ | ------ | ---------------- | ------------ | ---- | ---------------------- |
| 1. | 2009年2月4日 | 東京   | 国立霞ヶ丘競技場 | フィンランド | ○5-1 | キリンチャレンジカップ |

## CM出演
- ミドリ電化（2007年） - 西野朗、加地亮、播戸竜二との共演
- 本格炭火焼肉 でん（2008年 - 2011年） - 明神智和、バレーとの共演 （バレーが移籍してからは映っている部分がカットされていた）、2008年10月からは、安田1人で出演していた。